# アジア通貨基金
アジア通貨基金（アジアつうかききん、Asian Monetary Fund、略称: AMF）は、かつてアジア通貨危機の際に構想されたアジアにおける通貨基金である。世界銀行（WB）とアジア開発銀行（ADB）の関係と同様で、アジア通貨基金は国際通貨基金（IMF）のアジア版にあたる。

## 経緯
1997年7月にアジア通貨危機がタイで勃発するとグローバリゼーションの元で経済危機は瞬く間にアジア各国に飛び火すると、自力での建て直しを断念した国が続々とIMFに支援を要請した。同年8月にIMFは世界銀行（WB）やアジア開発銀行（ADB）と一体的に支援パッケージを取りまとめ、同時に日本や米国は当該国との二国間支援を発表した。とりわけ日本は40億米ドルの資金調達によってアジア各国を援助するなど大きな役割を果たした。
この成果を踏まえ同年9月のG7で日本は、通貨危機の際のバックエンド政策としてAMF構想を非公式ながら打ち出した。これは、参加国の拠出で資金をプールし国際的な通貨基金を設立する事で、外貨不足に陥った国を支援するなど流動性を確保しようとするものである。
榊原英資・黒田東彦らの各国訪問による説得の結果、AMF構想に対する韓国とASEANの賛同は得られたものの、日本の台頭を恐れた米国と中国がIMFとの重複や規律の緩みの懸念を口実に反対を表明し、また、9月の時点では支持を表明していたIMFの専務理事ミシュル・カムドシュも11月には態度を一転させ「IMFから独立した形での地域通貨機構は許可しない」と発言するなどAMFの設立に対する逆風は強まり、結果としてAMF構想は頓挫する事となった。なお榊原は後に、米国や中国に対する根回しの時間が十分になかった事を、失敗の要因として挙げている。
1997年11月、韓国は日本に対しAMF融資を申し入れたが、榊原英資大蔵省財務官は米国の反対のためこれを拒否。イム・チャンリョル経済副総理が三塚博大蔵大臣が申し入れを行ったが同じく拒否した。その数日後、韓国はIMFに救済を申し入れた（IMFによる韓国救済）。

## その後
日本政府は、通貨安定に焦点を当てた支援スキームであるAMFに代わり、アジア諸国の経済ダメージを克服し国際金融資本市場の安定を目的とした新宮沢構想を表明した。代替案であったが、これら一連の動きによってアジア各国は地域内の金融協力の重要性を再認識し、近年ではAMFの設立に関してその必要性を訴える声が再び聞かれ始めている。
とりわけチェンマイ・イニシアティブ（CMI）は1999年11月のASEAN+3首脳会議の「東アジアにおける自助・支援メカニズム強化」の必要性合意を受けたものであり、2000年5月には通貨スワップとレポの取り決めに至った。ASEAN5か国と日中韓との間において16の2国間協定が網の目のように貼り巡らされていたが、2010年3月24日多国間の通貨スワップ契約であるマルチ化契約が発効した。CMIはAMFと比較して支援の受け入れ条件などで差異があるものの、AMFの実現に向けた第一歩として期待されている。